# Fundación de Música Ferrer-Salat
La Fundación de Música Ferrer-Salat fue creada por Carlos Ferrer Salat en Barcelona en el año 1982. El objetivo de la Fundació es estimular la creación musical en sus diferentes modalidades y facilitar a los compositores la posibilidad de que su música pueda ser interpretada y difundida. En esta primera etapa la Fundación concentra sus actividades en el Premio Reina Sofía de Composición Musical con periodicidad anual.
Sergi Ferrer-Salat, tras el fallecimiento de su padre en 1998, pasó a ocupar la Presidencia continuando con la labor de impulsar la nueva música y ampliando el radio de actuación de la Fundació con el patrocinio y coorganización de un ciclo propio de conciertos dentro del Festival Internacional de Jazz de Barcelona. 
Desde hace dos años también ha convocado la concesión de las Becas «Jóvenes Promesas» para estudios en el Conservatori Superior de Música del Liceo de Barcelona destinadas a promover la excelencia musical de jóvenes músicos en los ámbitos de la Música Clásica, el Jazz y la Música Moderna. «La Fundació considera la educación musical un elemento fundamental en la formación de las personas, y como tal, piedra angular del progreso social».